# Turni di guardia nella marina militare

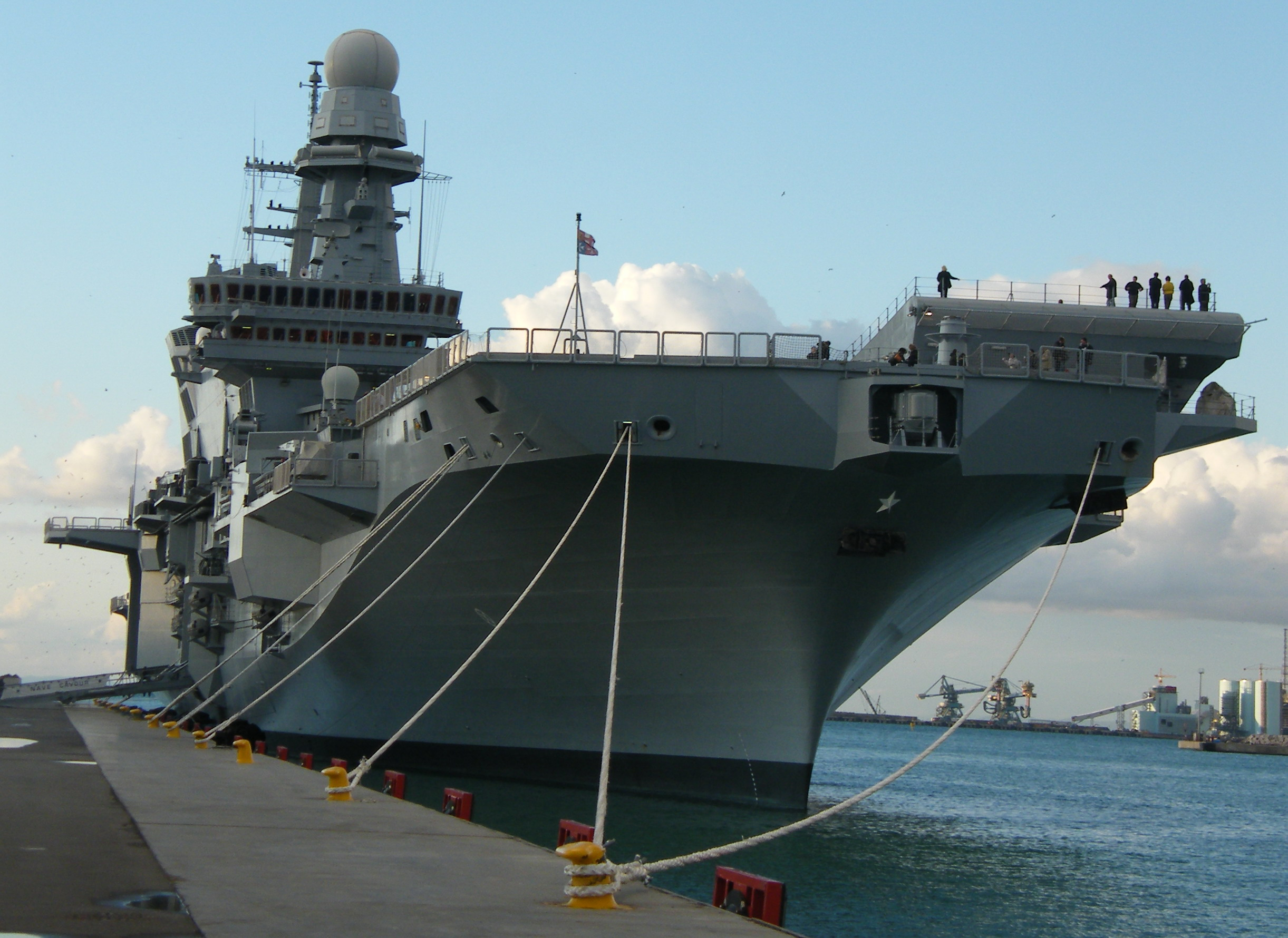
La portaerei Cavour ormeggiata a Civitavecchia

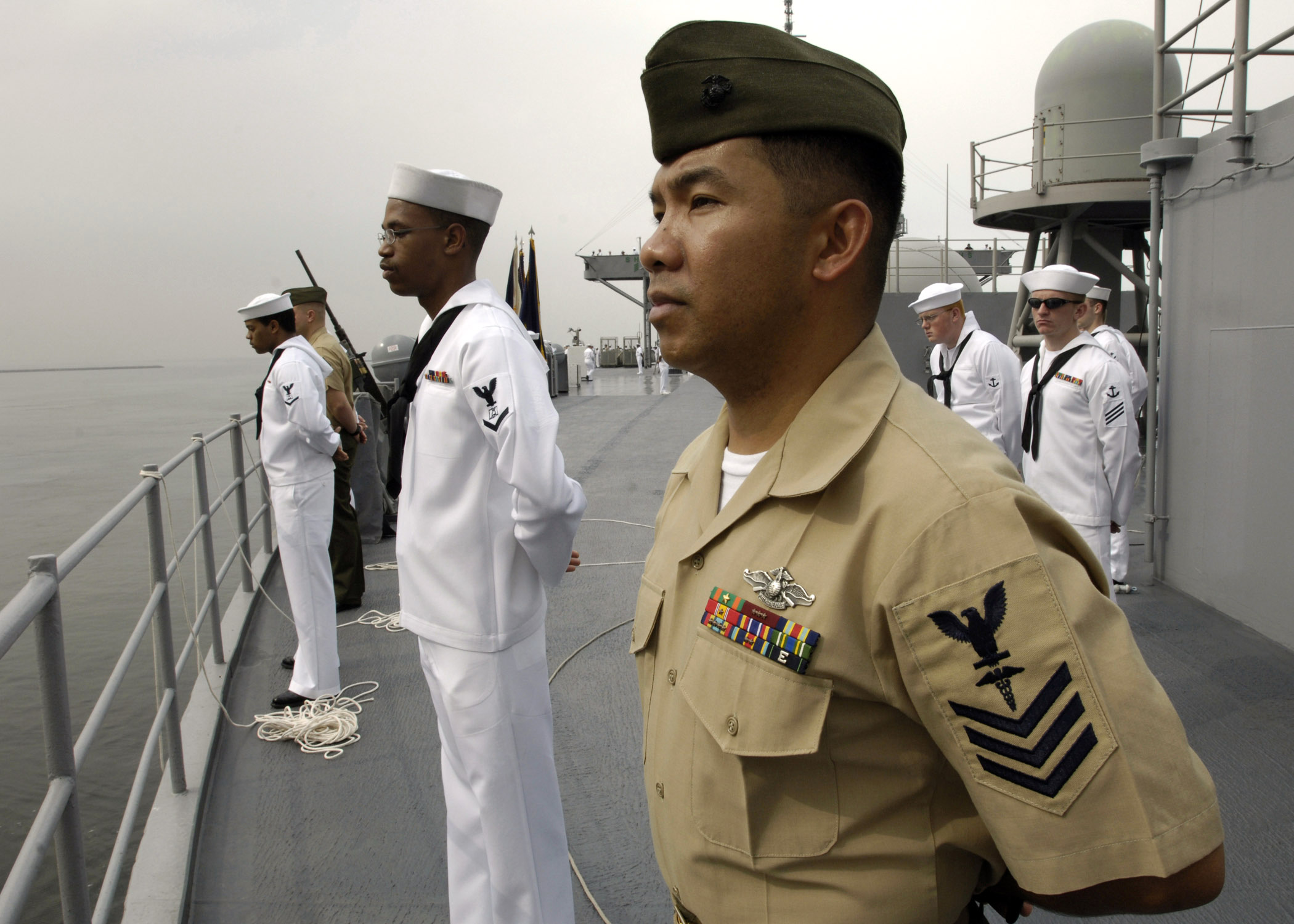
Marinai e ufficiali della marina militare USA sul ponte

I turni di guardia nella marina militare (detti anche servizi) si diversificano a seconda della posizione della nave (in porto o in navigazione) e a seconda del giorno di navigazione. Gli stessi turni vengono osservati nelle marine militari di tutto il mondo, anche se è prerogativa dell'ufficiale in comando del vascello cambiare gli orari per motivi contingenti.

## Turni di guardia in porto
Quando la nave è ancorata in porto si osservano i seguenti turni:
- Guardia: dalle 07.00 alle 15.00
- Prima comandata: dalle 15.00 alle 23.00
- Seconda comandata:dalle 23.00 alle 03.00
- Diana: dalle 03.00 alle 07.00

Normalmente, chi svolge il servizio di guardia svolge anche il servizio di diana del giorno seguente, cioè effettua in successione i due turni che vengono quindi indicati come servizio di "guardia e diana".

## Turni di guardia in navigazione

### Primo giorno di navigazione
- Mattino ("guardia" sulle navi italiane): dalle 08.00 alle 13.00
- Pomeriggio ("guardia" sulle navi italiane): dalle 13.00 alle 17.00
- Prima comandata: dalle 17.00 alle 20.00
- Prima comandata: dalle 20.00 alle 00.00
- Seconda comandata: dalle 00.00 alle 04.00
- Diana: dalle 04.00 alle 08.00

### Dal secondo giorno di navigazione in poi
A partire dal secondo giorno di navigazione, la prima comandata che va dalle 16.00 alle 20.00 viene separata in primo gaettone e secondo gaettone. Questo per fare in modo di ruotare le guardie finché tutto l'equipaggio non ha fatto almeno un turno di guardia (mattino o pomeriggio), diana, prima comandata e seconda comandata.

I turni risultano quindi così suddivisi:
- Mattino: dalle 08.00 alle 13.00
- Pomeriggio: dalle 13.00 alle 16.00
- Primo gaettone: dalle 16.00 alle 18.00
- Secondo gaettone: dalle 18.00 alle 20.00
- Prima comandata: dalle 20.00 alle 00.00
- Seconda comandata: dalle 00.00 alle 04.00
- Diana: dalle 04.00 alle 08.00

## "Rilevare" un servizio
Un servizio si dice "rilevato" quando viene sostituito da quello successivo, che subentra al suo posto. Ad esempio, in un giorno di navigazione successivo al primo, il secondo gaettone rileva il primo gaettone.

## Nel mondo
Nelle navi militari in molte marine un turno di guardia viene chiamato quarto (Watch in inglese), che indica la frazione di tempo durante la quale una squadra è in servizio di guardia per la sicurezza durante la navigazione o per la sua manutenzione.
Le norme internazionali per prevenire le collisioni in mare stabiliscono chiaramente il requisito della vigilanza secondo il quale tutte le navi devono costantemente assicurare un adeguato monitoraggio utilizzando tutti i mezzi disponibili adattati alle circostanze e alle condizioni esistenti, in modo da consentire un pieno apprezzamento della situazione e del rischio di collisione. Alcune regate in solitaria in solitario di più giorni senza scali e senza assistenza, come la Vendée Globe, o la Route du Rhum, sono comunque organizzate nonostante l'ovvia contraddizione alla regola. Le regate sono tollerate dalle autorità.
Dal termine Quarto deriva il grado di Quartiermastro in vigore in alcune marine.